# 無文土器時代
無文土器時代（むもんどきじだい）は、朝鮮半島の考古学的な時代区分である。紀元前1500年から紀元前300年頃に及ぶ。この時代の典型的な土器が、表面に模様を持たない様式（無文土器）であることから命名された。
農耕が始まるとともに、社会に階級が生じた時代である。朝鮮半島北中部と南部の間では建物や墓制に違いが見られる。時代的には日本の弥生時代と重なり、南部はこれから影響を受けた可能性もある。特に北部九州と朝鮮半島南部には共通の文化要素が見られる。
かつては朝鮮半島における青銅器時代と呼ばれたが、青銅器が出現したのは紀元前8世紀であり、普及したのは末期であるため正確ではない。
葬制としては巨大な支石墓が特徴的であるが、南部では急激に様式が切り替わる、石槨墓や甕棺墓が見出されている。

## 歴史
無文土器時代は櫛目文土器時代に続く時代である。
紀元前2000年から1500年頃、北方の遼河流域から北朝鮮にかけての夏家店下層文化では、支石墓、無文土器や大規模な建物が出現している。

### 前期
前期は紀元前1500年から850年頃とされる。農耕のほか、漁労、狩猟、採集が行われた。農耕にはまだ石器が用いられた。大型の長方形の竪穴建物からなる集落が営まれた。建物には竈が複数ある場合もあり、多世帯が同居していたと思われる。 後半には集落が大規模化し、集落ごとに有力者が生まれたと見られる。紀元前900年頃を過ぎると小型の建物が普通になり、竈ではなく、中央に囲炉裏のような炉が掘られた。
支石墓、副葬品の朱塗り土器、石剣など無文土器時代を通して続く宗教・葬制上の特徴はこの時代に生まれた。

### 中期

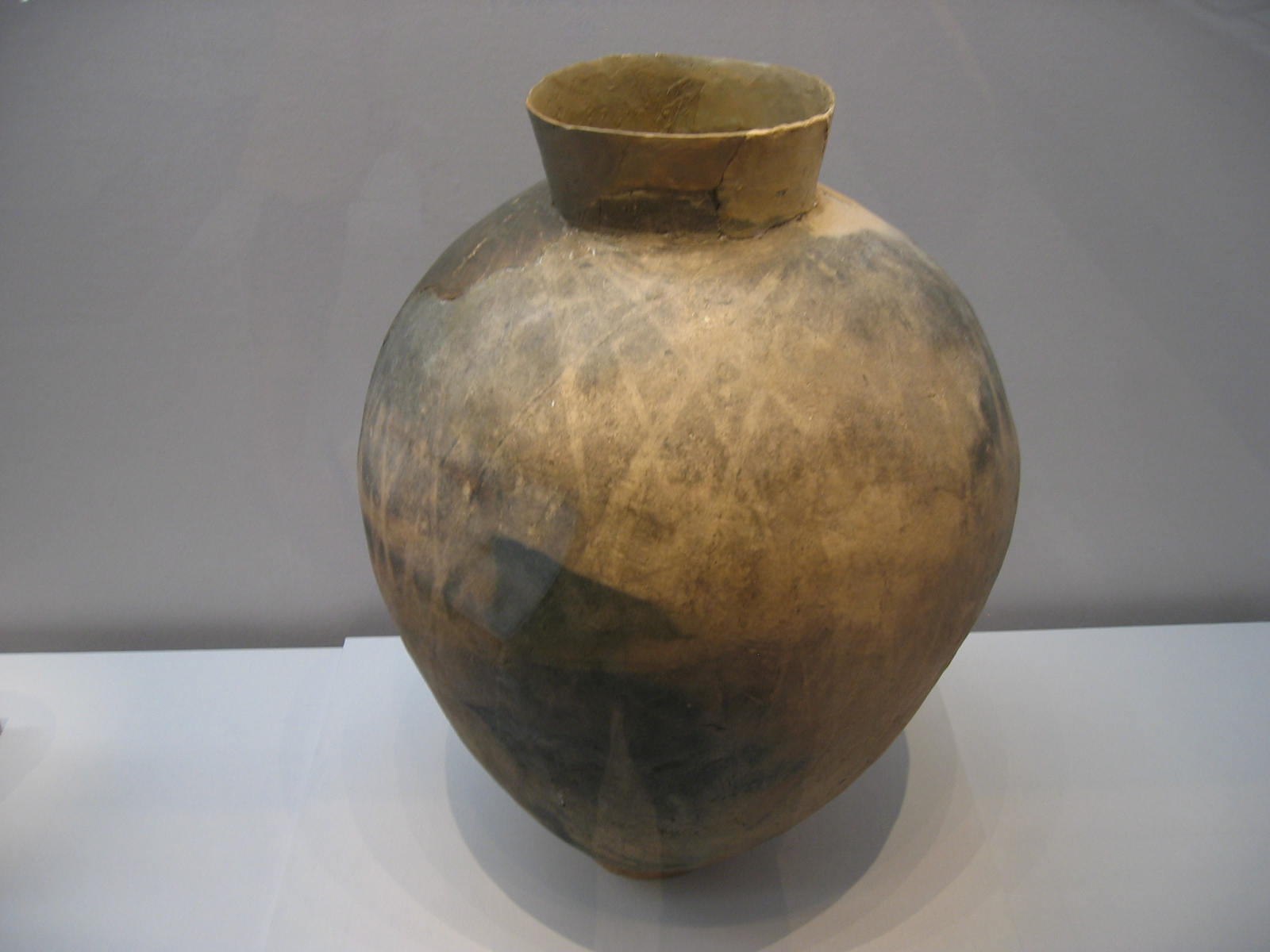
大坪遺跡出土の中期無文土器

中期は紀元前850年から550年頃とされる。農業の規模が大きくなり、社会の階級と争いが生じたと考えられる。南部では水田が作られたとする仮説もあるが、陸稲と水稲が雑交している点や水田と確定出来るだけの要素が未だに発見されていない為、定説とはなっていない。 数百軒からなる大規模な集落が出現した。また青銅器が出現し、工芸品の生産や支配者による分配も行われるようになった。
中期無文土器文化は、中部の松菊里遺跡の名から松菊里文化（ ソングンニ）とも呼ばれ、中部で主に発展した。南部へ行くほど異なった要素が増える。
中期後半（紀元前700-550年頃）には青銅器が副葬品として現れた。青銅器は中国東北部に由来すると思われるが、この時期には朝鮮半島中部でも製作が始まっていた。
中期無文土器時代後半の墓には特に大規模なものがある。南岸部は北中部と様式を異にし、多数の支石墓が造られた。一部からは青銅器、翡翠、石剣、朱塗り土器などの副葬品が見出されている。
無文土器文化は農耕文化の始まりであるが、無文土器文化時代を通じて陸稲作はあったものの主要な作物ではなかった。北部では大麦・小麦・雑穀などが栽培された。

### 後期
後期は紀元前550年から300年頃とされる。環濠集落や高地性集落が増え、争いが激しくなったことを示している。特に丘陵地や河川沿いに人口が集中している。集落数は前の時代より減っており、少数の集落への集住が進んだと考えられる。
弥生文化の開始が無文土器文化に影響を与えた可能性もある。特に北部九州では無文土器、支石墓や甕棺墓など、朝鮮半島南部の文化と直接結び付けられる要素が多数見つかっている。これは無文土器時代前期に当たると考えられる。
無文土器時代の終末期には鉄器が出現する。これより後の鉄器時代になると、建物には北方から大陸沿いに伝わったオンドル用の炉（ko:아궁이）が現れる。また中期に北方から伝わった琵琶形銅剣（遼寧式銅剣）の影響の下に細形銅剣（ko:세형동검）が作られ始めた。

### 終末
普通、無文土器時代の終末は鉄器の出現に置かれるが、土器様式の連続性を重視して紀元前後までを含める説もある。しかし、紀元前300年頃から青銅器が広範囲に普及する。鉄器もこの時期を境に、朝鮮半島南部へも普及していく。このような技術・社会の変化を重視するならば、無文土器時代をこの時期までとするのが適切である。

## 水稲との関連
崎谷満はY染色体ハプログループO1b（O1b1/O1b2）は長江文明の担い手だとしており、O1b1および一部のO1b2は南下し、O1b2の大半は朝鮮半島、日本列島へ渡ったとしている 。このことから、朝鮮に無文土器文化をもたらした人々はO1b2系統に属していたことが考えられる。O1b2系統は現在の朝鮮民族に20～40％ほど観察されている。

## 言語系統
朝鮮半島における無文土器文化の担い手は現代日本語の祖先となる日琉語族に属する言語を話していたという説が複数の学者から提唱されている。これらの説によれば現代の朝鮮語の祖先となる 朝鮮語族に属する言語は古代満州南部から朝鮮半島北部にわたる地域で確立され、その後この朝鮮語族の集団は北方から南方へ拡大し、朝鮮半島中部から南部に存在していた日琉語族の集団に置き換わっていったとしている。またこの過程で南方へ追いやられる形となった日琉語族話者の集団が弥生人の祖であるとされる。
この朝鮮語族話者の拡大及び日琉語族話者の置き換えが起きた時期については諸説ある。ジョン・ホイットマンや宮本一夫らは山東半島から朝鮮半島南部に移住した日琉語族話者が無文土器時代の末まで存続し、琵琶形銅剣の使用に代表される朝鮮半島青銅器時代に朝鮮語話者に置き換わったとしている。宮本一夫は東北アジア初期農耕化4段階説を提唱しているが、2段階目にあたる前4400BP頃に遼寧省の遼西地域の偏堡文化が遼東半島に拡散した。さらに偏堡文化が朝鮮半島に広まり、櫛目文土器と接触する中で、無文土器の祖型である公貴里式土器が生み出されたとしている。無文土器時代自体は3段階目にあたる前3500BP頃に山東半島の岳石文化の遼東半島への伝播に伴い、磨製石器群および水田などの灌漑農耕が朝鮮半島に広まって無文土器時代が始まったとしている。そして、偏堡文化、無文土器文化、弥生文化は同じ土器生産技術で系譜的に繋がっており、言語によって生産技術が伝達されたと考えられることから、紀元前4400年の偏堡文化、紀元前1500年の早期無文土器(突帯文土器)、紀元前900年の弥生土器の系譜が古日本語の伝播を表す、としている。